# 胡斯托·比利亚尔
胡斯托·维尔马尔·比利亚尔·比韦罗斯（1977年6月30日—）是一名巴拉圭足球运动员，效力于智利的科洛科洛竞技俱乐部，司职守门员，为巴拉圭国家足球队出场逾100次，包括參與過3届世界杯和5届美洲杯。

## 俱乐部生涯
比利亚尔出生在巴拉圭涅恩布庫省的塞里托。1996年，他在巴拉圭国内的美洲太阳俱乐部首次出场。当时球队的主教练是巴拉圭的知名球星埃韦·阿尔梅达。作为一名守门员，比利亚尔也受到了守门员教练莫德斯托·桑多瓦尔的指导。
2001年，比利亚尔转会至巴拉圭的亚松森自由俱乐部，并在2002年和2003年两次代表俱乐部夺得巴拉圭足球甲级联赛冠军。2004年，比利亚尔加盟了阿根廷的纽韦尔老男孩，作为俱乐部无可争议的主力守门员，比利亚尔代表球队赢得了2004-05赛季阿根廷足球春季联赛的冠军。并在这一年赢得了年度最佳守门员的荣誉。而在同一年，比利亚尔还赢得了巴拉圭年度最佳足球运动员的荣誉称号。
2008年1月，纽韦尔老男孩和西班牙的巴利亚多利德俱乐部签订了比利亚尔的转会协议，并在同年7月14日生效。由于队中的主力门将塞尔吉奥·阿森霍受伤，比利亚尔在加盟西甲的第一个赛季有了15次的出场记录。2009-10赛季，比利亚尔和哈科沃·奥韦赫罗竞争俱乐部的主力门将位置，当赛季比利亚尔出场23次，不过球队在赛季末因战绩不佳于重返西甲3个赛季后再次降级。2011年7月，34岁的比利亚尔因工资过高而被球队解约。
2011年8月，比利亚尔和阿根廷拉普拉塔大学生俱乐部签订一份为期三年的合约，不过两年后比利亚尔就回到了故乡，转会至亚松森民族。

## 国家队生涯
比利亚尔曾代表巴拉圭U-20国家队参加了1997年U20世界杯足球赛，2年后的1999年3月3日，比利亚尔在与危地马拉的友谊赛中首次代表国家队出场亮相。2002年，比利亚尔入选了韩日世界杯巴拉圭的大名单，但作为何塞·路易斯·奇拉维特的替补，他没有在这次世界杯上出过场。2006年，比利亚尔终于赢得了在德国世界杯上的出场机会，但他的出场时间却非常短暂：小组赛首场对英格兰的比赛中，卡洛斯·加马拉开场3分钟的乌龙球就顶进了比利亚尔的大门，随后不久比利亚尔就受伤下场，错过了之后的所有比赛，巴拉圭也在小组赛结束之后被淘汰出局。
2010年世界杯足球赛，比利亚尔作为主力门将打满了全部的5场比赛，这五场比赛里他只丢了两个球：小组赛1-1战平意大利和1/4决赛0-1告负西班牙。在对阵西班牙的比赛里比利亚尔还扑出了对方球员哈维·阿隆索的点球。比利亚尔作为球队的队长参加了2011年美洲杯，带领球队打进该届比赛的决赛，并获得亚军。比利亚尔获得了该届美洲杯的最佳守门员称号，因为他在三场比赛中将对手零封。

## 国家队数据
数据统计截至2013年10月15日。
| 巴拉圭国家足球队 | 巴拉圭国家足球队 | 巴拉圭国家足球队 |
| 年份             | 出场             | 进球             |
| ---------------- | ---------------- | ---------------- |
| 1999             | 8                | 0                |
| 2001             | 1                | 0                |
| 2003             | 9                | 0                |
| 2004             | 8                | 0                |
| 2005             | 9                | 0                |
| 2006             | 5                | 0                |
| 2007             | 11               | 0                |
| 2008             | 9                | 0                |
| 2009             | 10               | 0                |
| 2010             | 12               | 0                |
| 2011             | 11               | 0                |
| 2012             | 5                | 0                |
| 2013             | 4                | 0                |
| 总计             | 102              | 0                |

## 荣誉

### 俱乐部荣誉
亚松森自由
- 巴拉圭足球甲级联赛：2002、2003

纽韦尔老男孩
- 阿根廷足球甲级联赛：2004春季

### 国家队荣誉
- 美洲杯足球赛：亚军（2011）

### 个人荣誉
- 巴拉圭年度最佳足球运动员：2004

- 美洲杯足球赛最佳守门员：2011